# 坎蒂
坎蒂（Kanti），是印度比哈尔邦Muzaffarpur县的一个城镇。总人口20873（2001年）。

## 人口
该地2001年总人口20873人，其中男性11082人，女性9791人；0—6岁人口3650人，其中男1907人，女1743人；识字率48.46%，其中男性为57.30%，女性为38.46%。